# Ultranagy energiájú kozmikus sugárzás
Az ultranagy energiájú kozmikus sugárzás (UHECR) intenzív részecskesugárzás, energiatartománya hozzávetőleg 1018 és 1020 eV közötti. Eredete még nem teljesen tisztázott. Azon – kísérletekben vizsgált közegek, melyek forrásai lehetnek ezen sugárzásnak, a világegyetem energetikailag legintenzívebb szférái. A sugárzás nagyságrendjét jól szemlélteti, hogy jelenleg a Földön található részecskegyorsítók által generálni képes energiaszintet milliószorosan felülmúlja. Ezen a néven 1962 óta tartják számon, amikor is Victor Hess először azonosította híres ballon kísérletei során.

## Kozmikus sugarak gyorsítása
Kétféle mechanizmus is létezik töltött részecskék gyorsítására, melynek során azok extrém nagy energiára tesznek szert. Az egyik folyamatban nagy energiájú elektromágneses tér hatására jön létre, mint például a relativisztikus mágneses rotátorban (neutroncsillagok) vagy fekete lyukakban tapasztalható. 1949-ben Fermi  mutatta be elsőként egy statisztikus gyorsító eljárás elméleti alapjait. Ebben feltételezte, hogy a kozmikus részecskék mágneses térben történő szóródása egy {\textstyle \xi =\langle \Delta E\rangle /E\propto \beta ^{2}} nagyságú energiajárulékot ad a reakcióközegnek, melyben {\displaystyle \beta } a szóró centrumok átlagos sebessége fénysebességben. A makroszkopikus kinetikus energiának minimális energia hatásfoka mérhető, de az átlagos energia növekménye igen kicsi. Manapság az eljárást úgy nevezik, hogy másodrendű vagy Fermi-gyorsítás. Az jelenség kísérleti igazolását – vagyis a nemrelativisztikus elektromágneses lökéshullámok gyorsításának elméletét – elsőként szupernóva-maradványok analíziséből nyerték. A kozmikus sugárzás mozgó mágneses plazmában történő diffúziója a részecskéket arra készteti, hogy a lökéshullám frontot átlépve energiatöbbletre tegyenek szert, ami a {\textstyle \xi \propto \beta } is következik.
Kozmikus részecskék En energiája n számú gyorsítási ciklus után : {\displaystyle E_{n}=E_{0}(1+\xi )^{n}}
továbbá a kívánt energiaszint eléréséhez szükséges ciklusok száma: {\displaystyle n=ln\left({\frac {E}{E_{0}}}\right)/ln\left({\frac {1}{\xi }}\right)}
ahol E0 a ciklusonkénti energiajárulékok összege.

## Protonok energiavesztése
A protonok két fő energiavesztéses folyamata különböztethető meg kozmikus nagyságrendben szemlélve: az adiabatikus energiavesztés, melyet a világegyetem tágulása okoz, mely szemléletesen így is írható:
{\displaystyle -{\frac {d}{dt}}E=H_{0}}
A második lehetőség a párkeltés {\textstyle (p\gamma \mapsto p\ e^{+}\ e^{-})}- valamint a pion-keltés a {\textstyle (p\gamma \mapsto \pi N)} összegű reakcióban. A nukleonok kozmikus háttérsugárzással történő interakciók részleges energia-vesztéses folyamatait a magütközések izotróp gázelegyben való reakciói határozzák meg. Egy T hőmérsékletű fekete testtel történő reakció az emissziós spektrum a foton sűrűség-függvénye, ennélfogva a részleges energiavesztés:
{\displaystyle -{\frac {1}{E}}{\frac {d}{dt}}E=-{\frac {ckT}{2\pi ^{2}\gamma ^{2}(c\hbar )^{3}}}\sum \int _{\omega _{0}j}^{\infty }d\omega _{r}\sigma _{j}(\omega _{r})y_{j}\omega _{r}\ ln(1-e^{\frac {-\omega _{r}}{2\Gamma kT}})}
ahol {\textstyle \omega _{r}} a foton energiája , {\textstyle y_{j}}a proton energiavesztésének átlagos mértéke a j–dik elemi reakcióban, {\textstyle \Gamma } a nukleon általános Lorentz-faktora, w0j a j–dik elemi reakció kezdeti energiája. Amennyiben {\textstyle E\ll m_{\sigma }/m_{n}/kT}, akkor a Planck-eloszlás magas energiatartományú sávjában a {\textstyle (p\gamma \mapsto p\ e^{+}\ e^{-})}reakció megy végbe. A kezdeti értékek alapján a reakció-hatáskeresztmetszet : {\displaystyle \sigma (\omega _{r})={\frac {\pi }{12}}\alpha r_{0}^{2}(w_{r}/m_{e}-2)^{3}}
melynél α a finomszerkezeti állandó, továbbá r0 az elektronrádiusz. A részleges energiavesztés párkeltés során:
{\displaystyle -{\frac {1}{E}}(d/dtE)={\frac {16c}{\pi }}{\frac {m_{e}}{m_{p}}}\alpha r_{0}^{2}{\Bigl (}{\frac {kT}{hc}}{\Bigr )}^{3}{\Bigl (}{\frac {\Gamma kT}{m_{e}}}{\Bigr )}^{2}exp(-m_{e}/\Gamma kT)}
Magas energiatartományokban a nehezebb barion-rezonanciák figyelhetők meg, míg a protonok egymás utáni rezonanciabomlások során jelennek meg csupán. Ezen régiónak a hatáskeresztmetszetét jól leírja a Breit-Wigner formula. Összegezve a barionok rezonanciabomlása térszimmetrikus szögeloszlást mutat, az átlagos energiavesztési mutató egy nukleonra nézve, n számú ütközés során: {\displaystyle y_{\pi }(m_{Ro})=1-{\frac {1}{2^{n}}}\prod _{i=1}^{N}{\Biggl (}1+{\frac {m_{Ri}^{2}-m_{M}^{2}}{m_{Ri-1}^{2}}}{\Biggr )}}
ahol mRi a bomlási lánc i-dik rezonáló rendszerének tömege, mM az egyesült mezonok tömege, mR0 a reakció teljes energiája és mRn a nukleon tömege. Az már bizonyított számos megfigyelés és kísérlet nyomán, hogy nagyon magas energiaszinteknél a beeső nukleonok, energiájuknak mintegy felét elveszítik pionkeltés során, függetlenül azok számától.

## Nukleonok energiavesztése
Nukleonok energiavesztéses folyamatai a Compton-szórás, a párkeltés illetve a magfotoeffektus. Az E > 10−19 eV energiánál magasabb energiaszinten lévő nukleonok elsősorban magfotoeffektus révén bomlanak. Egy A tömegszámú és Ze töltésű nukleon esetében a párképződés során lezajló energiavesztés csaknem Z2/A–szor nagyobb, mint az ugyanolyan Lorentz-faktorral rendelkező proton esetében. A nukleon esetében a fotomezon kölcsönhatás hatáskeresztmetszete a tömegszámmal arányos, míg a rugalmatlansági mutató épp annak reciprokával.
A kísérleti tények alapján tudható, hogy a fotonukleáris kölcsönhatások egy kétlépéses folyamatban valósulnak meg: egy fotoabszorpcióból és egy 1-2 nukleont magával vivő statisztikus bomlásból. A bomlási állandó i nukleonszám esetében:
{\displaystyle R_{A_{i}}={\frac {1}{2\Gamma ^{2}}}\int _{0}^{\infty }dw{\frac {nw}{w^{2}}}\int _{0}^{2\Gamma w}dw_{r}w_{r}\sigma _{A_{i}}w_{r}}
ahol n(w) a foton energiasűrűsége a CMB (kozmikus háttérsugárzás) referenciatartományhoz viszonyítva (T= 2,7 K), {\textstyle \Gamma } a Lorentz-faktor. Az elsőrendű kozmikus sugárzás energiaszintje átlagosan 1014 eV felett van. A fluxus-sűrűség olyan alacsonnyá válhat, hogy az egyedi események nem is detektálhatók. Csupán a másodlagosan keletkezett részecskékből lehet következtetni a primer részecskének a tulajdonságaira.